# Бабич Ростислав Олексійович
Ростисла́в Олексі́йович Ба́бич (17 квітня 1937, Рівне — 13 лютого 2021) — український диригент, педагог. Лавреат Республіканської комсомольської премії ім. М. Островського (1986). Народний артист України (1988),

## Життєпис
У 1962–1966 — викладач Тернопільського музичного училища ім. С. Крушельницької. Від 1966 — головний диригент Українського національного «Балету на льоду», пізніше — естрадно-симфонічного оркестру Київського мюзик-холу та Київського естрадно-симфонічного оркестру Національного радіо України.
За роки праці головним диригентом на українському радіо Ростислав Бабич записав у фонд радіо сотні музичних творів видатних українських і світових композиторів. Він у свій час активно пропагував творчість молодих композиторів і залучав до співпраці молодих співаків таких як Микола Гнатюк,Василь Бокоч, Алла Кудлай, Віктор Шпортько та інших.
Оркестр під керівництвом Бабича активно проводив концертну діяльність як в Україні так і в межах СРСР, пропагуючи найкращі твори сучасності.
Від 1988 — завідувач кафедри естрадної музики, професор Київського університету культури та мистецтв.